# Polsko-ukraińskie stosunki gospodarcze

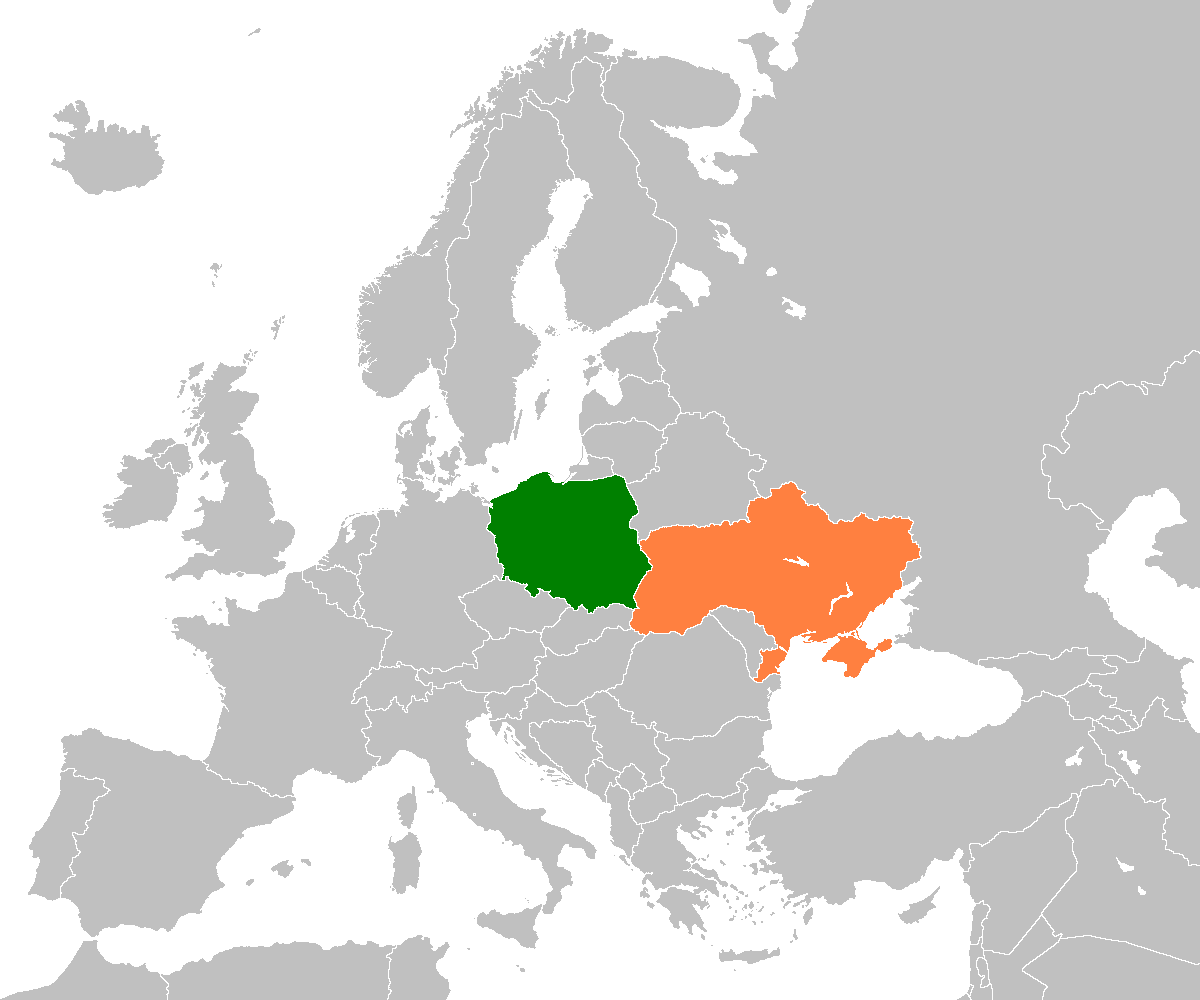
Położenie geograficzne Polski i Ukrainy

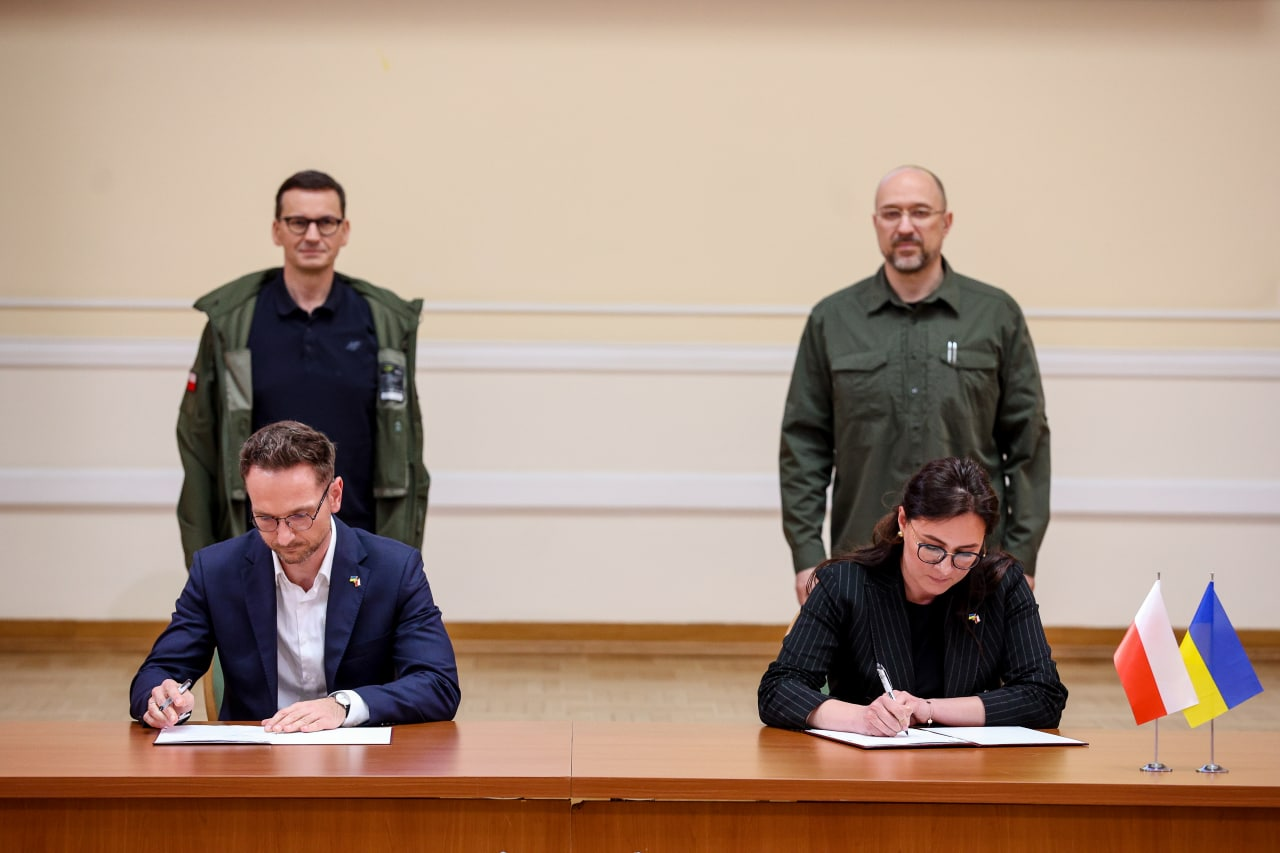
Wicepremier i minister gospodarki Ukrainy Julija Swyrydenko oraz minister rozwoju i technologii Polski Waldemar Buda w trakcie polsko-ukraińskich konsultacje międzyrządowych, 1 czerwca 2022

Podstawą polsko-ukraińskiej współpracy gospodarczej są umowy zawarte między Unią Europejską a Ukrainą oraz umowy dwustronne. 
Podstawowym aktem prawnym regulującym stosunki między UE a Ukrainą jest podpisane w 1994 roku Porozumienie o Partnerstwie i Współpracy (PCA). W 2004 roku Ukraina podpisała dodatkowy protokół rozszerzający zapisy porozumienie na nowe kraje członkowskie UE. 27 czerwca 2014 roku prezydent Ukrainy Petro Poroszenko podpisał Układ o stowarzyszeniu między Unią Europejską i jej państwami członkowskimi, którego integralną częścią jest Umowa o pogłębionej i wszechstronnej strefie wolnego handlu (DCFTA).
Podstawę prawną dwustronnych stosunków gospodarczych stanowią m.in.:
- Umowa między Rządem RP a Rządem Ukrainy o wzajemnym popieraniu i ochronie inwestycji podpisana w 1993 r. (Dz. U. z 1993 r. nr 125, poz. 575),
- Konwencja między Rządem RP a Rządem Ukrainy w sprawie unikania podwójnego opodatkowania i zapobiegania uchylaniu się od opodatkowania w zakresie podatków od dochodu i majątku podpisana w 1993 r. (Dz.  U. z 1994 r. nr 63, poz. 269).
- Umowa między Rządem RP a  Gabinetem Ministrów Ukrainy  o współpracy gospodarczej podpisana w 2005 r. (Monitor Polski z 31.08.2006 r. nr 59, poz. 628)[1].

1 czerwca 2022 podczas polsko-ukraińskich konsultacji międzyrządowych w Kijowie podpisano porozumienie o współpracy gospodarczej w zakresie instrumentów wsparcia handlu między obu naszymi krajami
W 2023 roku wartość obrotów handlowych między oboma państwami wyniosła 15,8 mld EUR z dodatnim saldem po stronie Polski. Od załamania w latach 2014-2015 roku wartość obrotów handlowych utrzymuje tendencję wzrostową (w latach 2016-2019 obrót wzrósł o ponad 50%). Trend ten utrzymał się także po inwazji Rosji na Ukrainę, przy czym znacząco zmieniła się struktura towarowa wymiany handlowej (w szczególności wzrósł polski eksport paliw, uzbrojenia i wyrobów przemysłu chemicznego).
Według danych z 2023 roku wartość polskich inwestycji na Ukrainie wyniosła 780 mln USD (po spadku w 2022 roku). Koncentrowały się one w trzech sektorach: przemysłu przetwórczego, bankowości i finansów oraz handlu detalicznego. Na rynku ukraińskim działało 600 polskich firm (m.in. PZU, Cersanit, Fakro, Barlinek, LPP).
Ważnym aspektem polsko-ukraińskich stosunków gospodarczych jest obecność obywateli Ukrainy na polskim rynku pracy  (według danych z 2024 roku stanowili oni największą grupę wśród cudzoziemców pracujących w Polsce) oraz współpraca samorządów gospodarczych.
Do wyzwań i problemów w dwustronnych stosunkach gospodarczych należą korupcja, niestabilny system prawno-polityczny Ukrainy, a także konsekwencje działań zbrojnych.